# Süphan Dağı
Der Süphan Dağı (kurdisch Çiyayê Sîpan, armenisch Սիփան Սար) ist ein 4058 Meter hoher ruhender Schichtvulkan im Osten von Anatolien in der Türkei. Er liegt am Nordufer des Vansees an der Grenze der beiden Provinzen Ağrı und Bitlis. Am  Gipfel befinden sich das ganze Jahr über Schneefelder. Der Süphan Dagi ist der vierthöchste Berg der Türkei.

## Geschichte
Der urartäische Name des Berges war Eidoru, er wurde als Gott verehrt. Die Inschrift von Meher Kapısı aus der Zeit des Königs Menua nennt den Berg als Empfänger von Tieropfern, und in der Festung Rusahinili Eidorukai, Rusahinili vor dem Berg Eidoru erwähnt eine Inschrift von Rusa, Sohn des Argišti, ebenfalls Tieropfer an den Berg. In alten armenischen Quellen heißt der Berg Nekh Masis (Nech Masis), Masis, „großer (Berg)“. Mit dem Namenszusatz Nekh wurde er vom Azat Masis (azat, „edel“, „frei“), dem Ararat, unterschieden. Beide galten in frühchristlicher Zeit als höchste Berge im Sintflutmythos. Der armenische Name Masis ist heute für den Ararat und eine in der Nähe gelegene Stadt (Masis) reserviert.

## Besteigung
Der erloschene Vulkan überragt die ganze Umgebung und ist unter Bergsteigern für einen schönen Ausblick über die östlichen Gebirgsketten des Taurusgebirges und den Oberlauf des Euphrat (türkisch Fırat) bekannt.
Im Umkreis von 200 km wird seine Höhe nur vom Ararat (Agri Dağı, 5137 m) übertroffen, der an der Grenze zu Armenien liegt.
Eine Besteigung wird von der Ostseite in den Monaten Juni bis September empfohlen. Während der gesamten Besteigung ist der Blick auf den Vansee frei. Da der Vansee bereits auf 1648 Meter Seehöhe liegt, kann die Übernachtung schon in einem Camp auf 3200 m erfolgen. Der Kraterrand bildet eine Reihe fast gleich hoher Gipfel. Der Hauptgipfel/Südgipfel ist durch eine türkische Fahne und einer Blechdose für das Gipfelbuch markiert.

## Rohstoffe
Der Süphan Dağı hat wichtige Vorkommen von schwarzem, homogenem Obsidian, die seit dem Neolithikum genutzt wurden. Das Material wurde auch in chalkolithischen Schichten von Arslantepe bei Malatya nachgewiesen.